# Улица Милютенко (Киев)
Улица Милютенко (укр. Вулиця Мілютенка) — улица в Деснянском районе города Киева. Пролегает от улица Киото до улицы Космонавта Поповича, исторически сложившаяся местность (район) Лесной жилой массив.
Примыкают улицы Николая Матеюка, Шолом-Алейхема, Ореста Левицкого, проспект Лесной.
По названию улицы именуются остановки общественного транспорта по улице .

## История
Новая улица была проложена в 1960-х годах от Выщедубечанской улицы (современной улицы Киото) до улицы Шолом-Алейхема, затем была продлена на 1,3 км далее на север. Улица застраивалась в период 1967-1974 годы наряду с другими улицами Лесного массива в Дарницком районе. Несколько домов построены позже, например в период 2002-2003 годы. 
7 июля 1966 года улица получила современное название — в честь советского украинского актёра театра и кино Дмитрия Емельяновича Милютенко, согласно Решению исполнительного комитета Киевского городского совета депутатов трудящихся № 980 «Про переименование улиц в посёлке Беличи Октябрьского района и наименование новых улиц, что возникли на жилых массивах».

## Застройка
Улица пролегает в северо-западном направлении параллельно улицам Братиславская и Кубанской Украины. Улица Милютенко с улицей Шолома-Алейхема образовывает площадь Конотопской битвы. Улица имеет по два ряда движения в обе стороны. 
Парная и непарная стороны улицы заняты многоэтажной жилой (преимущественно 9-этажные дома, несколько 5-16-этажных домов) застройкой и учреждениями обслуживания — микрорайоны жилого массива Лесного массива.
Учреждения:
1. дом № 4 — корпус Е Киевского национального торгово-экономического университета
2. дом № 5 — школа № 189
3. дом № 5Б — экономико-правоведческий лицей
4. дом № 8 — корпус Г Киевского национального торгово-экономического университета
5. дом № 10А — центр социально-психологической реабилитации детей и молодежи с функциональными ограничениями Деснянского района города Киева
6. дом № 19 — кинотеатр Киото
7. дом № 34 — храм святителя Николая
8. дом № 46 — бывшая гостиница «Десна»